# Erigorgus coreanus
Erigorgus coreanus är en stekelart som beskrevs av Tohru Uchida 1936. Erigorgus coreanus ingår i släktet Erigorgus och familjen brokparasitsteklar. Inga underarter finns listade i Catalogue of Life.